# Dipteronien
Die Dipteronien (Dipteronia) bilden eine Pflanzengattung innerhalb der Familie der Seifenbaumgewächse (Sapindaceae). Es sind nur zwei Arten aus China bekannt. Dipteronia sinensis wird in den gemäßigten Breiten als Zierpflanze verwendet.

## Beschreibung
Die Dipteronia-Arten sind laubabwerfende, große Sträucher bis kleine Bäume, die eine Wuchshöhe von etwa 10 bis 15 Meter erreichen können. Die Winterknospen sind nackt, klein und eiförmig. Die Laubblätter sind unpaarig gefiedert. 

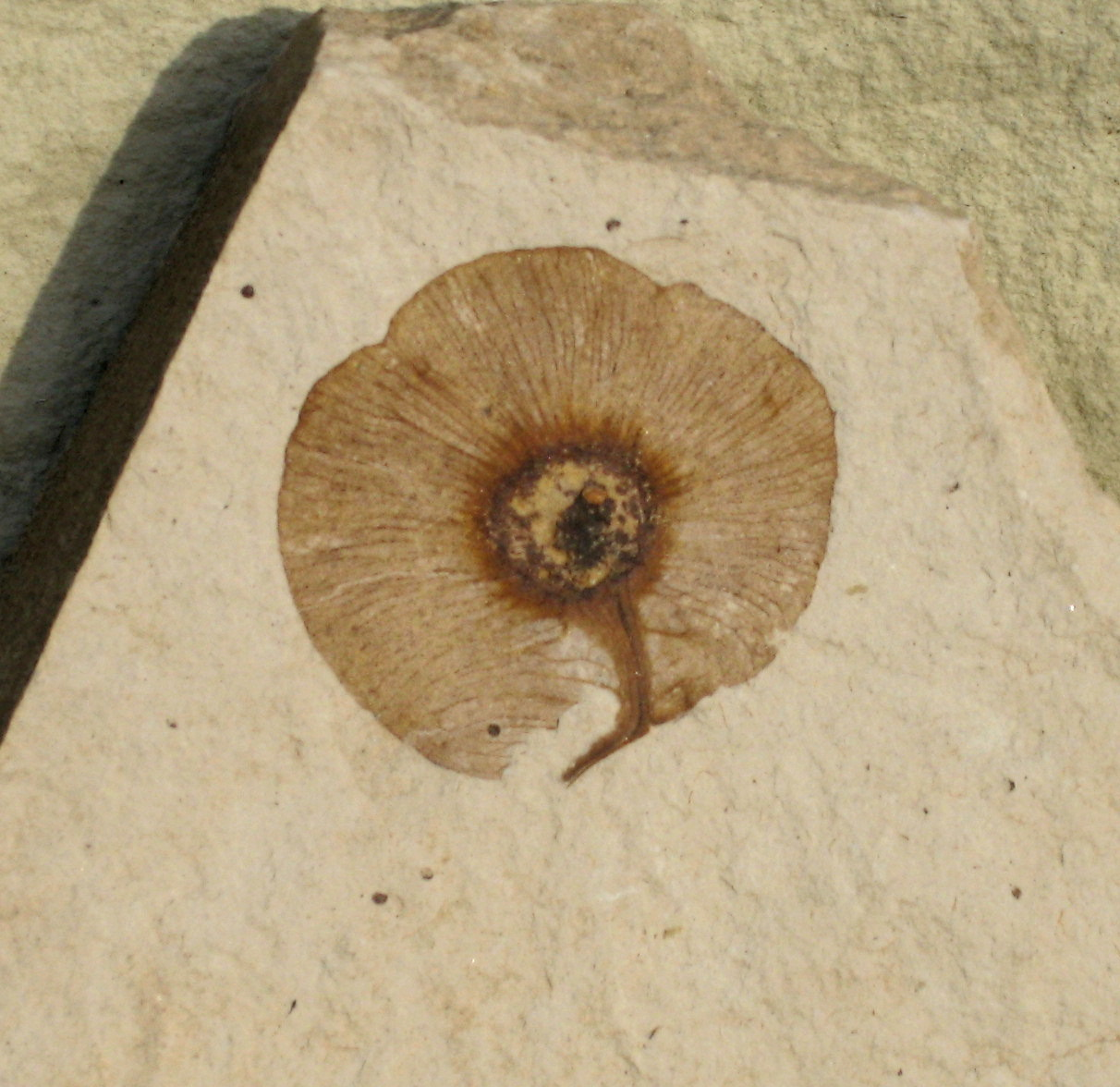
Fossil einer Flügelnuss (Samara) von Dipteronia brownii, aus der Klondike Mountain Formation, in Ferry County, Washington, USA, aus dem Eozän, Ypresian, 49 Millionen Jahre vor Heute

Die Blüten stehen in seiten- oder endständigen Blütenständen zusammen. Die Blüten sind fünfzählig, mit je fünf Kelch- und Kronblättern. Dipteronia-Arten sind andromonözisch; es gibt an einem Baum verschiedene Blütentypen: rein männliche Blüten mit acht Staubblättern sowie zwittrige Blüten, diese sind aber funktional entweder männlich oder weiblich. Der Fruchtknoten ist zweikammerig. Die flachen Flügelnüsse (Samara) sind, im Unterschied zu den einseitig geflügelten Ahorn-Früchten, ringsum breit geflügelt.

## Systematik
Die Gattung Dipteronia wurde 1898 durch Daniel Oliver in Hooker’s Icones plantarum Band 19 aufgestellt. Der Gattungsname Dipteronia ist von den Griechischen Wörtern dis für zweimal und pterón für Flügel abgeleitet.
Die Gattung Dipteronia wurde früher zusammen mit der Gattung der Ahorne (Acer) in die Familie der Ahorngewächse (Aceraceae) gestellt.
Es gibt nur zwei Dipteronia-Arten:

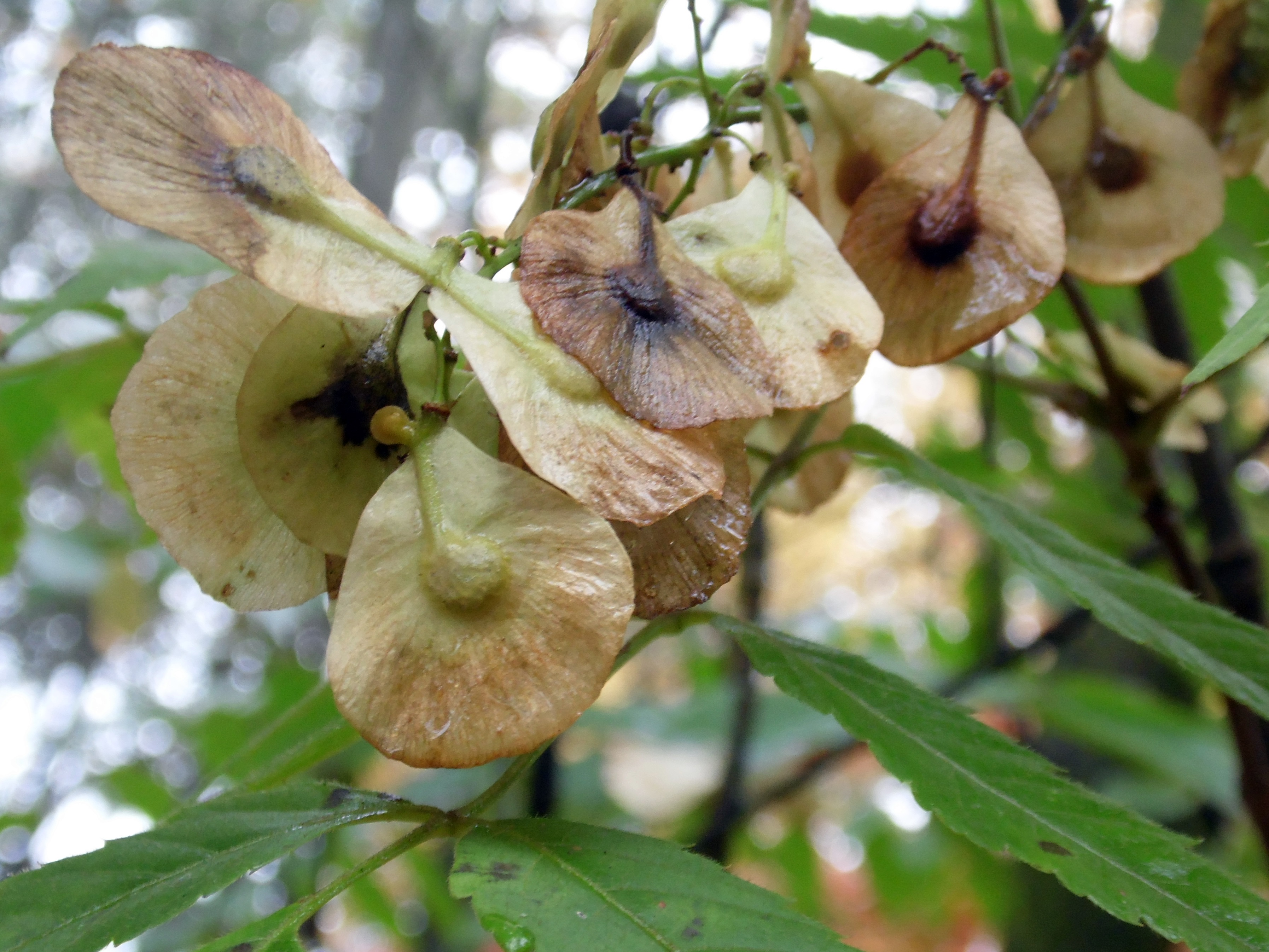
Dipteronia sinensis mit Früchten

- Dipteronia dyeriana Henry (Syn.: Dipteronia sinensis subsp. dyerana (Henry) A.E.Murray): Sie gedeiht in Wäldern in Höhenlagen zwischen 2000 und 2500 Metern im südöstlichen Yunnan. Diese Art wird als Zierpflanze und zur Ölgewinnung angebaut.
- Dipteronie (Dipteronia sinensis Oliv.): Sie gedeiht in Mischwäldern oder am Waldrand in Höhenlagen zwischen 1000 und 2400 Metern im südöstlichen Gansu, nördlichen Guizhou, südwestlichen Henan, westlichen Hubei, Hunan, Shaanxi, südlichen Shanxi und östlichen Sichuan.